# Радченко Гліб
Глі́б Ра́дченко  (* 1914, Харків) — український маляр.

## Біографічні дані
Закінчив Харківський художній інститут.
Від 1950 у Канаді.
Портрети, пейзажі («Дніпро на світанку», «Захід сонця», «Маки»).
Малював ікони, виконав проекти іконостасу для церкви м. Лашін в Канаді